# میچل داهود
میچل داهود (انگلیسی: Mitchell Dahood; ۱ ژانویهٔ ۱۹۲۲ – ۸ مارس ۱۹۸۲) زبان‌شناس اهل ایالات متحده آمریکا بود. یک یسوعی عبری و پژوهشگر کتاب مقدس بود. داهود در کنکورد، نیوهمپشایر بزرگ شد و در دانشگاه جانز هاپکینز در بالتیمور تحصیل کرد. او در سال ۱۹۵۷ به رم نقل مکان کرد و در آنجا استاد زبان عبری و زبان‌های خاور نزدیک زبان اوگاریتی و زبان ابلایی در مؤسسه کتاب مقدس پاپی شد.
تفسیر بدیع میچل داهود از مزامیر بر اساس تسلط او بر متون به زبان اوگاریتی کشف شده در راس سامره در سال ۱۹۲۹ است. این اسناد منجر به انفجار دانش واقعی در مورد اساطیر و دین کنعانی شده‌است. با توجه به مزامیر عبری، داهود نتیجه می‌گیرد که «شعر اسرائیلی سنت شعر کنعانیان را ادامه می‌دهد و از تکنیک‌های شعری کنعانی، موازی‌سازی، واژگان، تصویرسازی، [اسطوره‌شناسی] و غیره به عاریت می‌گیرد.»